# Clara Silva
Clara Silva   (Montevideo, 1905 - Montevideo, 20 de setembre de 1976) va ser una poeta i narradora uruguaiana.

## Biografia
De jove, Clara Silva va ser una àvida lectora. El seu primer llibre de poemes va ser La cabellera oscura, publicat el 1945. El van seguir Memoria de la nada (1948) i Los delirios (1954).
Educada en una família ferventment catòlica, se'ls va ensenyar tant a ella com a la seva germana Concepción que calia estimar tothom sense distincions. La disjuntiva entre l'amor religiós i el terrenal està present al llarg de la seva obra:
| « | (castellà) ¿Qué busco, qué no busco, vacilante? Apurando distancias vanamente a un tiempo soy amor, amada, amante. | (català) Què busco, què no busco, vacil·lant? Apurant distàncies en va a un temps sóc amor, estimada, amant. | » |

Però no va ser en les poesies d'aquests primers volums on més va destacar l'autora, sinó com a novel·lista. En les seves novel·les, aquestes preocupacions religioses continuen latents. Dones frustrades i soles, atrapades en cases velles, abunden en la seva narrativa.
| «                  | És una poètica de la grisor, de la foscor i sòrdida, expressada amb cruesa i atenció naturalista, sense menysprear el lleig, el grotesc i l'escatològic. S'aborden així ambients de marginació i paisatges desolats: abocadors, desguàs de col·lectors en rierols solitaris, erms que semblen erms i aquests camps miserables que en l'època començaven a ser coneguts amb la irònica denominació de «cantegriles». | » |
| — Alfredo Alzuarat | |   |

Clara Silva estava casada amb el crític i assagista Alberto Zum Felde. Tots dos van morir el 1976.

## Obra

### Poesia
- La cabellera oscura (1945).
- Memoria de la nada (1948).
- Los delirios (1954).
- Las bodas (1960).
- Preludio indiano y otros poemas (1961).
- Guitarra en sombra (1964).

### Narrativa
- La sobreviviente (1951).
- El alma y los perros (1962).
- Aviso a la población (Editorial Alfa, Montevideo, 1964, reeditat per Arca en 1967 i per la Col·lecció de Clàssics Uruguaians de la Biblioteca Artigas el 2009).
- Habitación testigo (1967).
- Prohibido pasar (1969).

### Crítica
- Genio y figura de Delmira Agustini (1968).